# تقييم تحصيلي

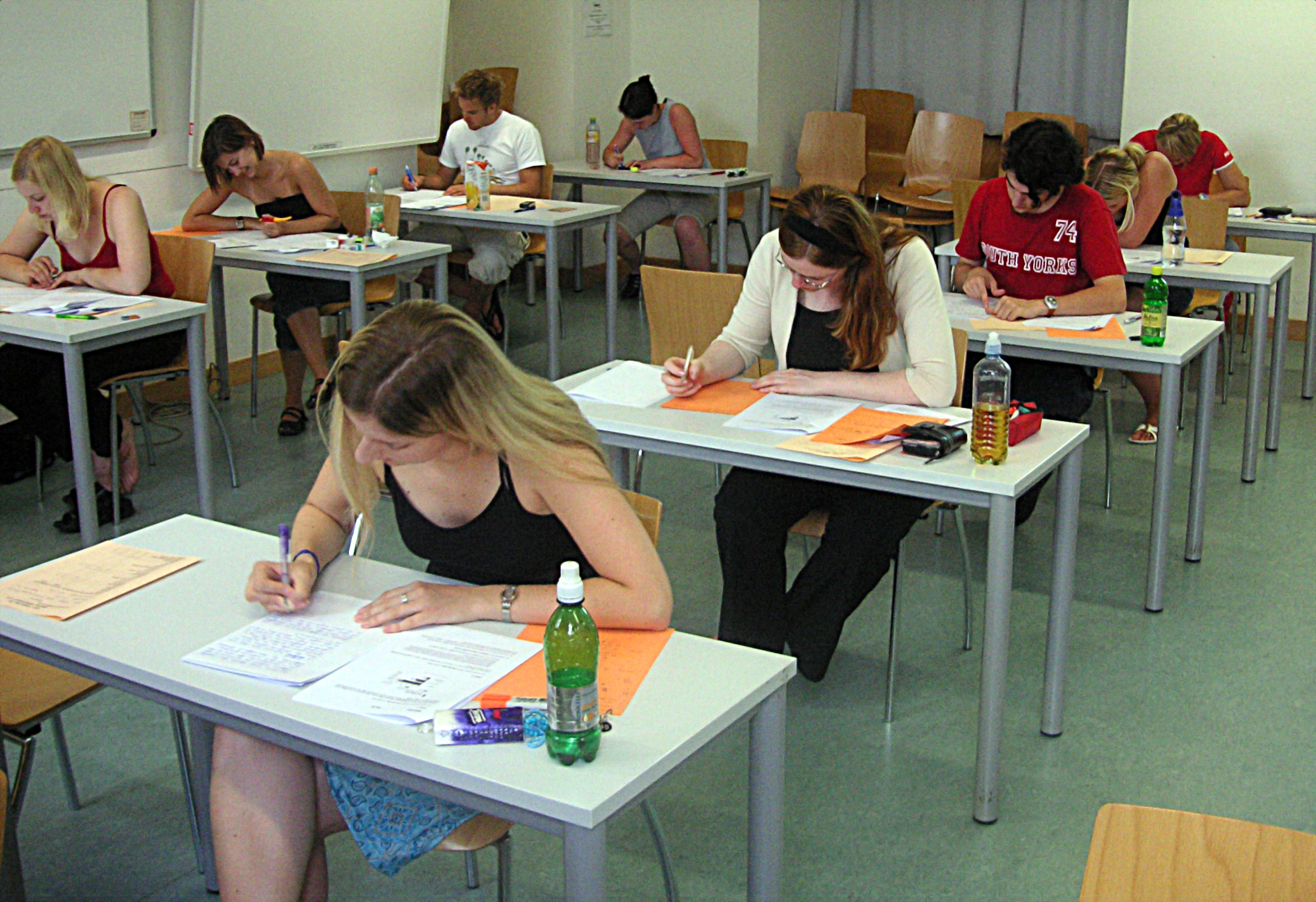
طلاب يؤدون الاختبار في جامعة فيينا نهاية الفصل الدراسي الصيفي 2005

التقييم التحصيلي يشير (أو الاختبار التحصيلي) إلى التقييم التعليمي للمشاركين، حيث يتم التركيز على نتائج البرنامج. يتناقض هذا مع التقويم التكويني الذي يلخص تطوّر المشاركين في فترة محددة. يتم تدريس التقييم التلخيصي على تطابق واسع في البرامج التعليمية في الولايات المتحدة.[بحاجة لمصدر] يدعي سكريفن أنه قد تكون جميع تقنيات التقييم ملخِّصة، إلا أن بعضها يكون بنائي فقط.
الهدف من التقييم التلخيصي هو تقييم تعلّم الطلاب في نهاية الوحدة التعليمية بمقارنته بمقياس معياري. والنهاية في هذا السياق لا تعني بالضرورة نهاية الوحدة كاملةً أو الفصل الدراسي كاملاً.
يمكن توزيع التقييمات التحصيلية خلال الدورة التدريبية أو الفصل الدراسي، أو بعد إنهاء وحدة معينة (أو مجموعة من المواضيع)، وثمة مزايا للقيام بذلك. في العديد من التخصصات في قطاع التعليم العالي في المملكة المتحدة، كان ثمة توجّه يبتعد عن التقييم النهائي بنسبة 100% نحو نموذج تتوزع فيها التقييمات التحصيلية على مدار الفصل الدراسي، ما يساعد الطلاب على التعلم. تتضمن الاختبارات التحصيلية عادةً أن يحصل الطلاب على تقدير يشير إلى مستوى أدائهم، ويكون هذا التقدير بصورة نسبة مئوية أو ناجح\راسب، أو شكل آخر من أشكال القياس. تعطى الاختبارات التقييمية الختامية وزناً أعلى من الاختبارات التكوينية.

## التصميم التعليمي
يستخدم التقييم التحصيلي كتقنية للتقييم في التصميم التعليمي. إذ يمكن أن يوفر معلومات عن فعالية التدخل التربوي (قدرتها على أداء ما صممت لأداءه). يحكم التقييم التحصيلي على قيمة التدخل ونتيجته.

## أساليب التقييم التحصيلي
تهدف طرق التقييم التحصيلي إلى تلخيص التعلّم العام بعد الانتهاء من دورة تعليمية أو وحدة تعليمية.
- الاستبيانات
- المسوحات
- المقابلات
- المراقبة والمشاهدة
- الاختبارات والامتحانات